# Waco (album)
Waco est le troisième album studio du groupe de rock alternatif australien Violent Soho. Il sort sur I Oh You Records en mars 2016. L'album arrive en tête du Top 10 des albums de l'année, le sondage annuel de Triple J. Aux J Awards de 2016, l'album est album australien de l'année.

## Réalisation
Avant la sortie de l'abum, le groupe sort unpremier single "Like Soda". Waco est le troisième album studio du groupe de rock alternatif australien Violent Soho. Il sort sur I Oh You Records en mars 2016. L'ambiance musicale oscille entre pop-punk et grunge'.

## Titre
Selon le chanteur Luke Boerdam, WACO est comme la « grande sœur » de Hungry Ghost : « Hungry Ghost s'est attaqué au squelette spirituel que nous sommes devenus à cause de cette la réalité à la petite cuillère. WACO est davantage axé sur le contrôle et l'illusion : ce que l'on donne à manger au squelette ».

## Réception
L'album reçoit de bons résultats auprès des critiques,,,,. Il arrive premier au sondage annuel de Triple J sur l'album de l'année,. Les six singles de l'album sont classés dans le Hottest 100 de Triple J : Like Soda atteint la 15e place en 2015 et How To Taste, No Shade, So Sentimental, Blanket et Viceroy atteignent respectivement 92, 73, 69, 53 et 14 en 2016. Violent Soho est le meilleur groupe de l'année avec cinq chansons classées.

## Liste des pistes
Toute la musique est composée par Violent Soho (Luke Boerdam, James Tidswell, Luke Henery and Michael Richards).
| 1.    | How to Taste   | 4:17 |
| 2.    | Blanket        | 3:49 |
| 3.    | Viceroy        | 3:14 |
| 4.    | So Sentimental | 4:08 |
| 5.    | Like Soda      | 4:02 |
| 6.    | No Shade       | 4:11 |
| 7.    | Slow Wave      | 4:20 |
| 8.    | Evergreen      | 3:54 |
| 9.    | Holy Cave      | 2:59 |
| 10.   | Waco           | 4:01 |
| 11.   | Low            | 5:47 |
| 44:48 |                |      |

## Personnel

### Violent Soho
- Luke Boerdam – chant, guitares rythmiques
- James Tidswell – guitares solo
- Luke Henery – guitare basse, chœurs
- Michael Richards – batterie, percussions

## Ventes

### Ventes de fin d'année
| Graphique (2016)          | Position |
| ------------------------- | -------- |
| Albums australiens (ARIA) | 47       |

## récompenses
Aux J Awards de 2016, l'album remporte le prix d'album australien de l'année.